# Забродин, Юрий Иванович
Ю́рий Ива́нович Забро́дин (7 сентября 1927, Иваново-Вознесенск, СССР — 10 декабря 2014, Саратов, Россия) — советский футболист, тренер. Заслуженный тренер РСФСР по футболу, мастер спорта СССР.

## Карьера

### Игрока
Первой командой было ивановское «Динамо». В сентябре 1946 года Забродин уехал в Ленинград, поступив в институт физической культуры им. П. Ф. Лесгафта. В 1947 году во время обучения играл за местную команду «Дзержинец». В январе 1948 года был приглашен в основной состав «Зенита», выступавшего в первой группе чемпионата СССР. Во время сезона получил серьёзную травму из-за которой пропустил оставшуюся часть этого и всё следующее первенство. В 1950 году Забродин был приглашен в ленинградское «Динамо», но из-за постоянных травм не провёл за команду ни одной игры. Вернувшись домой, отыграл два сезона за «Красное Знамя», после чего играл на первенство города.

### Тренера
В 1957 году Забродин возглавил «Сибсельмаш». После работал с другой новосибирской командой СКА. В 1962 году возглавил «Текстильщик» (Иваново) и проработал на этой должности 13 лет. При нём клуб успешно выступал в первой лиге чемпионата СССР. За работу с командой Забродин получил звание заслуженного тренера РСФСР. В дальнейшем возглавлял «Знамя Труда», «кемеровский Кузбасс» и саратовский «Сокол».
Завершив тренерскую карьеру, Забродин остался жить в Саратове. Был директором СДЮШОР «Сокол». Работал инспектором футбольных матчей.
Скончался ночью 10 декабря 2014 года на 88-м году жизни.